# Río Pendón
Río Pendón, río asturiano, de Nava. Nace en la Sierra de Peñamayor. Ya en su curso alto, en la Puente del Río Pendón, recibe las aguas del arroyo Bomalu. Transcurre entre los picos de La Varallonga y La Múa, a través de un pronunciado desfiladero, siendo célebre este en Asturias como ruta de senderismo. Desemboca en el Pra en Frainoquiso, parroquia de Tresali.